# Partit Família i Vida
Partit Família i Vida (PFiV) és un partit polític espanyol fundat el 2002 per antics militants del Partit Popular implicats amb organitzacions civils i socials pro-vida i antiavortistes. Consideraven que el PP havia abandonat un discurs de clar rebuig a l'avortament i a les unions homosexuals, i que les polítiques natalistes no havien avançat durant el seu govern, encara amb majoria absoluta durant el període 2000-2004.
El seu primer directori era format per José Alberto Fernández López (president), Iñigo Coello de Portugal Martínez del Peral (secretari), Rafael Llorente Martín (tresorer), Gonzalo Castañeda Pérez (vocal), i José María Merino Thomas (vocal). El seu nou cap és Marcos Lizarbe Lasa

## Ideari
Família i Vida pretén unir els esforços de totes les persones que consideren que la família i la vida humana són els dos pilars fonamentals de tota acció política, que han de ser assolits de forma absolutament prioritària; i per aquesta raó, no vol distreure els esforços de ningú introduint altres objectius que també serien legítims, però que podrien generar certa disensió entre els defensors de la Família i la Vida.

## Eleccions
Les eleccions municipals de 2003 van ser els primers comicis en els quals el partit va participar, obtenint 13.424 vots arreu d'Espanya. Un any després, a les eleccions generals espanyoles de 2004 va obtenir 16.301 i 34.355 sufragis a les corts i al senat respectivament, així com a les Europees de Juny (7.958 vots).
A les eleccions de maig de 2007, va obtenir arreu d'Espanya un total de 4.278 vots. PFyV va incrementar els suports a les seves candidatures al Senat entre les eleccions generals de 14 de març de 2004 i les eleccions generals espanyoles de 2008 en un 16,6%, al passar de 34.355 vots a 40.075, però al Congrés només va obtenir 7.300 vots. A les eleccions de 9 de març, el partit fou la cinquena força més votada a Menorca, la sisena a Eivissa-Formentera i la setena a Burgos, Cáceres i Girona. A les eleccions europees de 2009 va obtenir un total de 10.459 vots.
El partit no s'ha tornat a presentar a les eleccions generals des de 2007, a les eleccions al Parlament Europeu de 2014 es va presentar amb el nom d'Impulso Social, i a les eleccions eleccions municipals espanyoles de 2015 es va presentar en coalició amb Vox. sense obtenir representació. Es va presentar a les eleccions municipals de 2019 a Terrassa obtenint 288	vots (0,30%). A les eleccions municipals espanyoles de 2023 es va presentar a Barcelona i Terrassa, obtenint 250 vots (0,04%) i 450 vots (0,56%) respectivament. Es presenta a les eleccions al Parlament de Catalunya de 2024 amb Josep Maria Clotet Huertas com a cap de llista.